# 梅西耶69
M69或梅西耶69，也稱為NGC 6637，是在人馬座南側的一個球狀星團.。它的位置在箕宿三(人馬座ε)東北方2.5度，在口徑50mm的雙筒望遠鏡中隱約可見。梅西耶在1780年8月31日發現它，當晚它同時也發現了另一個球狀星團M70。當時，他正在尋找尼可拉·路易·拉卡伊在1751-2年間於南非觀測時所描述的天體，並認為重新發現了它，但並不清楚拉卡伊描述的是否就是M69。
M69距離地球28,700光年，距離銀河核心5,200光年，在空間中的半徑為45光年。它是一個金屬量相對豐富的球狀星團，很可能是核球的成員。它的質量為200000 太陽質量，半質量半徑為11.6 ly，核心半徑為29.2 ly，潮汐半徑為91.9 ly。它的中心有一個明亮的光度密度6,460 L☉·pc−3（表示每立方釐米）。與它類似的近鄰，同為球狀星團的M70之間的距離可能只有1,800光年。

## 圖集

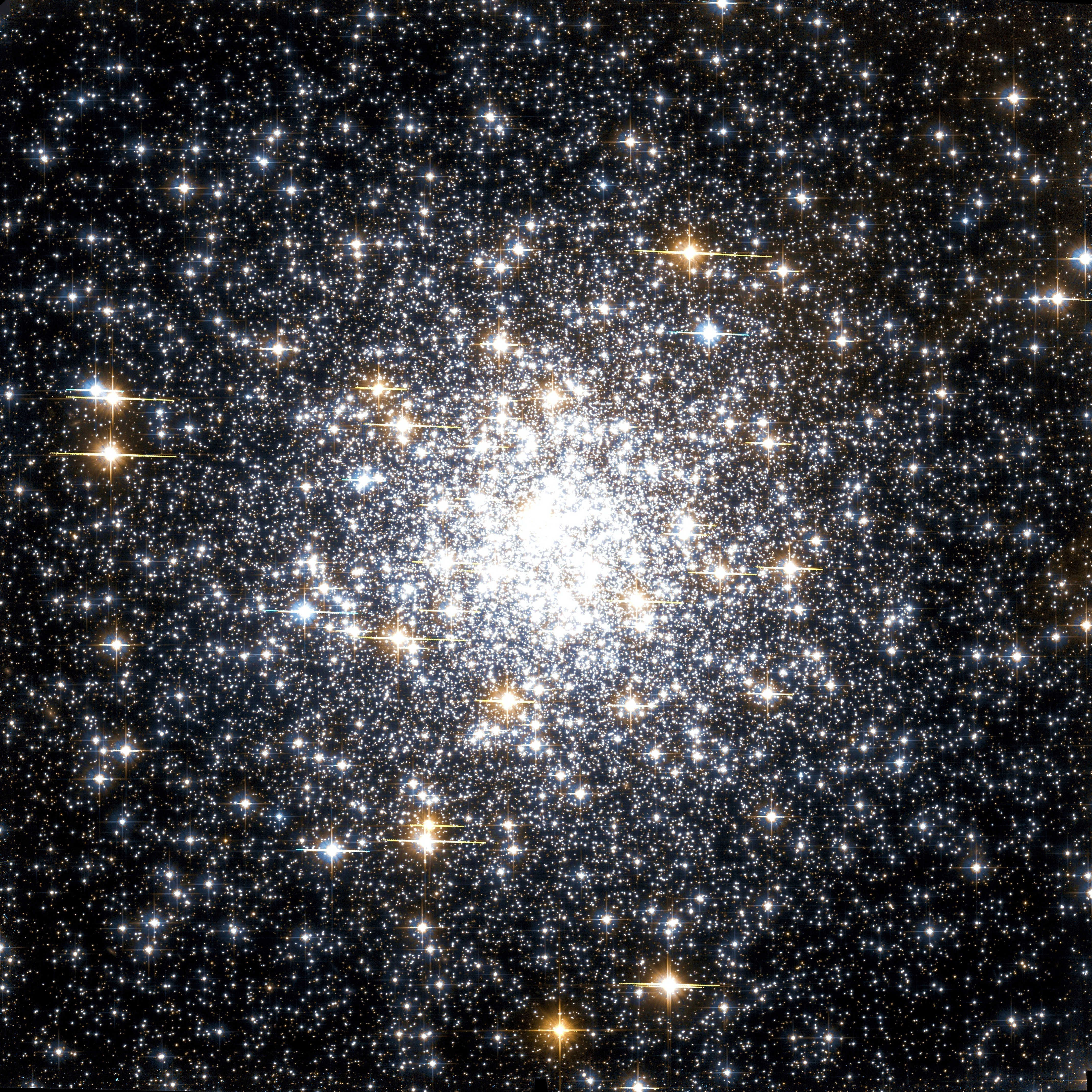
就球狀星團而言，M69是有記錄以來金屬量最高的星團之一[12]。
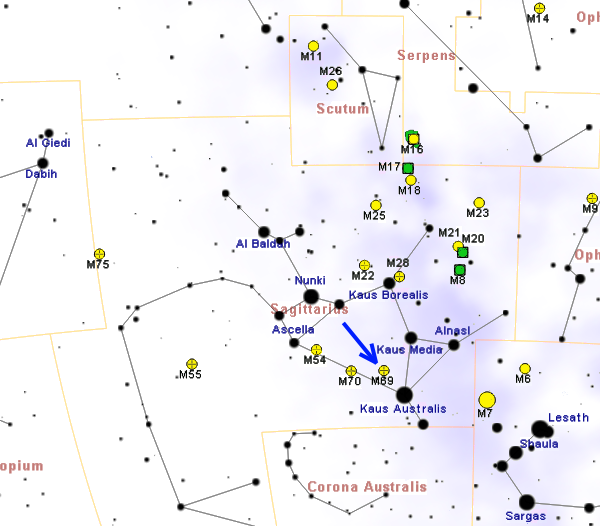
以箭頭指示M69位置的星圖 (羅伯托·穆拉) 。